# Krumovgrad (huyện)
Krumovgrad là một huyện thuộc tỉnh Kardzhali, Bungaria. Dân số thời điểm năm 2001 là 19907 người.